# Dunakiliti
Dunakiliti is een plaats (község) en gemeente in het Hongaarse comitaat Győr-Moson-Sopron. Dunakiliti telt 1761 inwoners (2001).